# オーストロ・タイ語族
オーストロ・タイ語族（オーストロ・タイごぞく、英語: Austro-Tai languages）はタイ・カダイ語族とオーストロネシア語族を含む仮説段階の語族である。両語族の類似はSchlegel 1901によって着目され、仮説としてはBenedict 1942によって初めて提唱された。
関連する仮説としてオーストリック大語族 (Schmidt 1906) やシナ・オーストロネシア語族 (Sagart 2005) がある。
日琉語族がこの語族と同系であるという説もあるが根拠が少なく否定されている(Solnit 1992)。

## 比較
Sagart 2004より
| Root       | 布央語（英語版）（タイ・カダイ語族） | マレー・ポリネシア祖語 |
| ---------- | ------------------------------------ | ---------------------- |
| "死ぬこと" | matɛ́                                 | *matay                 |
| "目"       | matá                                 | *mata                  |
| "頭"       | qaðù                                 | *quluH                 |
| "8"        | maðû                                 | *walu                  |
| "鳥"       | manùk                                | *manuk                 |
| "鼻"       | maŋà                                 | *buŋah                 |

## 歴史

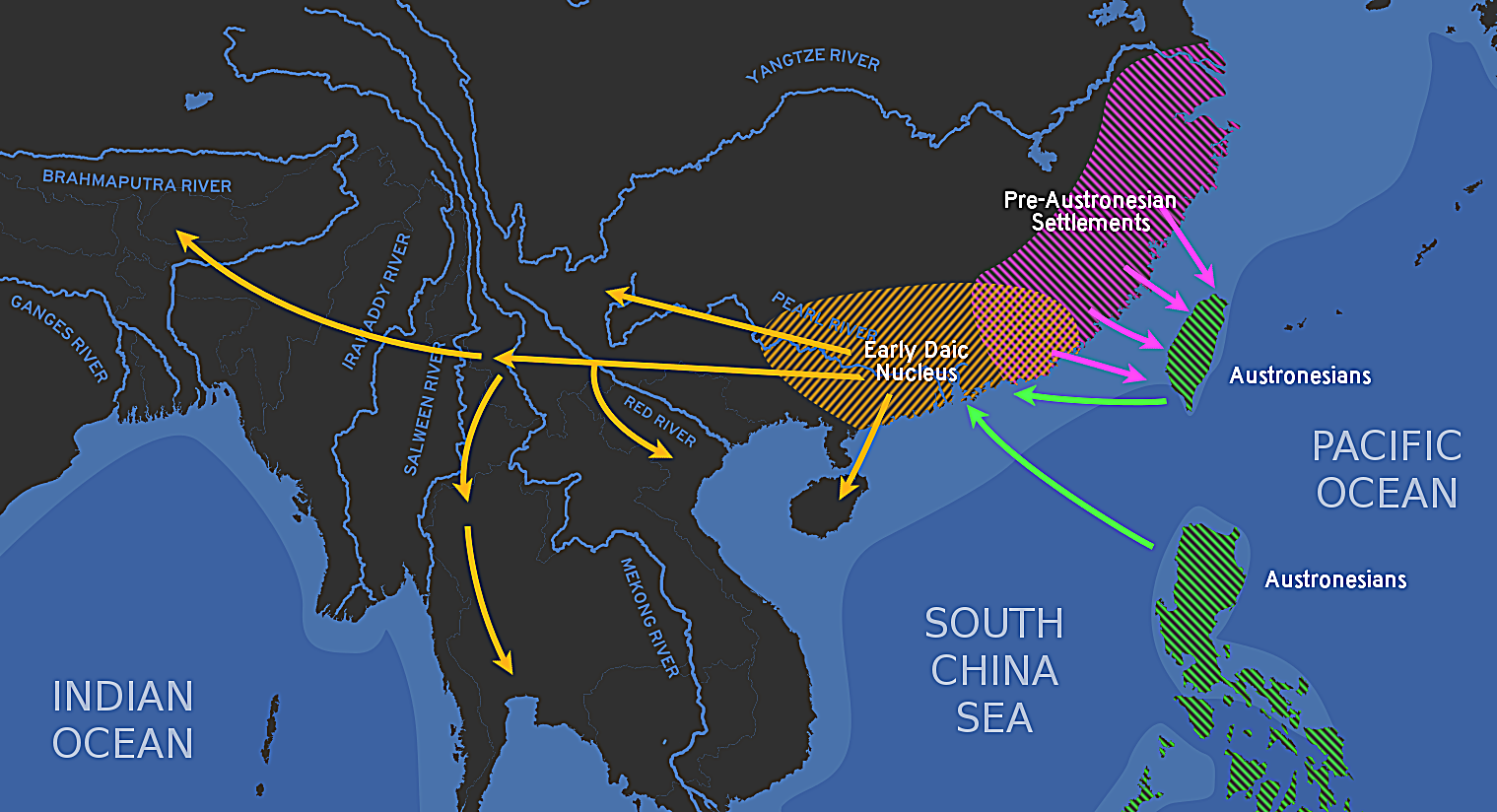
提唱されているオーストロネシア語族とタイ・カダイ語族の拡散図

2004年にローラン・サガールが発表した論文では、タイ・カダイ語族は台湾から中国本土に移住したオーストロネシア語族に由来すると仮説を立てた。その後、タイ・カダイ語族はシナ・チベット語族、モン・ミエン語族などの影響を強く受け、多くの語彙を借用し、言語類型学的に収斂し(Sagart 2004; Blench 2008)、さらに漢民族の中国南部への南下に誘発され、いくらかのタイ・カダイ系民族が山岳地帯を越えて東南アジアに移住したとしたとする。